# Procuraduría General de la República

Logo

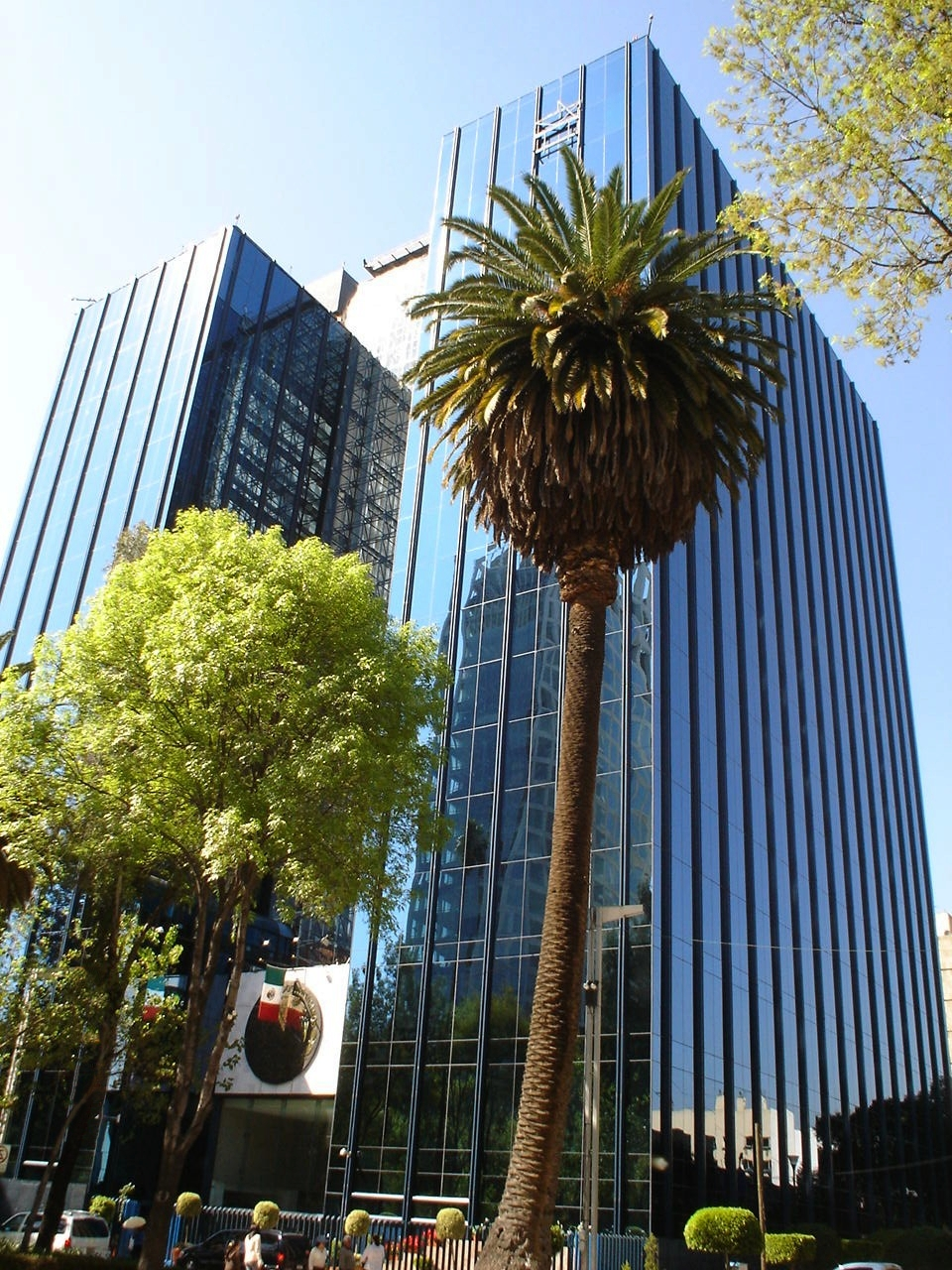
PGR-Zentrale an der Paseo de la Reforma

Die Procuraduría General de la República (PGR) war die Generalstaatsanwaltschaft und ein politisches Organ in Mexiko. Sie wurde geführt vom Procurador General de la República (de México), vergleichbar mit einem Attorney General.
Im Zuständigkeitsbereich lag die Fortentwicklung und Überwachung der staatlichen Verfassung und die Justizverwaltung. Zum Aufgabenbereich gehörte im Sinne der inneren Sicherheit auch die  Kriminalitätsprävention.
Ursprünglich war die nationale Bundeskriminalpolizei (Policía Judicial Federal) dem PGR unterstellt. Wegen der vielen Geschichten über Korruption und Missbrauch gründete 2001 die Regierung Vicente Fox’ dann die Agencia Federal de Investigación, eine mit dem FBI vergleichbare Institution. Diese ging 2009 in der Policía Federal auf. 
Unter Präsident Andrés Manuel López Obrador wurde die PGR aufgelöst. Letzter Procurador General de la República war Ende 2018 Alejandro Gertz Manero, im Januar 2019 wurde er zum ersten Chef der neu eingeführten Fiscalía General de la República ernannt.

## Procuradores Generales de la República
| Amtsinhaber                                      | Amtszeit                                         | Präsident                                        | Zeitraum                                         |
| Procurador / Procuradora General de la República | Procurador / Procuradora General de la República | Procurador / Procuradora General de la República | Procurador / Procuradora General de la República |
| ------------------------------------------------ | ------------------------------------------------ | ------------------------------------------------ | ------------------------------------------------ |
| Pablo A. de la Garza                             | 1917–1918                                        | Venustiano Carranza                              | 1917–1920                                        |
| Carlos Salcedo                                   | 1918–1920                                        | Venustiano Carranza                              | 1917–1920                                        |
| Eduardo Neri                                     | 1920                                             | Adolfo de la Huerta                              | 1920                                             |
| Eduardo Neri                                     | 1920–1922                                        | Álvaro Obregón                                   | 1920–1924                                        |
| Eduardo Dulhemeau                                | 1922–1924                                        | Álvaro Obregón                                   | 1920–1924                                        |
| Romeo Ortega                                     | 1924–1928                                        | Plutarco Elías Calles                            | 1924–1928                                        |
| Ezequiel Padilla                                 | 1928                                             | Plutarco Elías Calles                            | 1924–1928                                        |
| Enrique Medina                                   | 1928–1930                                        | Emilio Portes Gil                                | 1928–1930                                        |
| José Aguilar y Maya                              | 1930–1932                                        | Pascual Ortiz Rubio                              | 1930–1932                                        |
| Emilio Portes Gil                                | 1932–1934                                        | Abelardo L. Rodríguez                            | 1932–1934                                        |
| Silvestre Castro                                 | 1934–1936                                        | Lázaro Cárdenas del Río                          | 1934–1940                                        |
| Ignacio García Téllez                            | 1936–1937                                        | Lázaro Cárdenas del Río                          | 1934–1940                                        |
| Antonio Villalobos Maillard                      | 1937                                             | Lázaro Cárdenas del Río                          | 1934–1940                                        |
| Genaro Vázquez                                   | 1937–1940                                        | Lázaro Cárdenas del Río                          | 1934–1940                                        |
| José Aguilar y Maya                              | 1940–1946                                        | Manuel Ávila Camacho                             | 1940–1946                                        |
| Francisco González de la Vega                    | 1946–1952                                        | Miguel Alemán Valdés                             | 1946–1952                                        |
| Carlos Franco Sodi                               | 1952–1958                                        | Adolfo Ruiz Cortines                             | 1952–1958                                        |
| Fernando López Arias                             | 1958–1962                                        | Adolfo López Mateos                              | 1958–1964                                        |
| Oscar Treviño Ríos                               | 1962–1964                                        | Adolfo López Mateos                              | 1958–1964                                        |
| Antonio Rocha Cordero                            | 1964–1967                                        | Gustavo Díaz Ordaz                               | 1964–1970                                        |
| Julio Sánchez Vergas                             | 1967–1970                                        | Gustavo Díaz Ordaz                               | 1964–1970                                        |
| Julio Sánchez Vergas                             | 1970–1971                                        | Luis Echeverría                                  | 1970–1976                                        |
| Pedro Ojeda Paullada                             | 1971–1976                                        | Luis Echeverría                                  | 1970–1976                                        |
| Oscar Flores Sánchez                             | 1976–1982                                        | José López Portillo                              | 1976–1982                                        |
| Sergio García Ramírez                            | 1982–1988                                        | Miguel de la Madrid                              | 1982–1988                                        |
| Enrique Álvarez del Castillo                     | 1988–1991                                        | Carlos Salinas de Gortari                        | 1988–1994                                        |
| Ignacio Morales Lechuga                          | 1991–1993                                        | Carlos Salinas de Gortari                        | 1988–1994                                        |
| Jorge Carpizo MacGregor                          | 1993–1994                                        | Carlos Salinas de Gortari                        | 1988–1994                                        |
| Diego Valadés                                    | 1994                                             | Carlos Salinas de Gortari                        | 1988–1994                                        |
| Humberto Benítez Treviño                         | 1994                                             | Carlos Salinas de Gortari                        | 1988–1994                                        |
| Antonio Lozano Gracia                            | 1994–1996                                        | Ernesto Zedillo                                  | 1994–2000                                        |
| Jorge Madrazo Cuéllar                            | 1996–2000                                        | Ernesto Zedillo                                  | 1994–2000                                        |
| Rafael Macedo de la Concha                       | 2000–2005                                        | Vicente Fox                                      | 2000–2006                                        |
| Daniel Francisco Cabeza de Vaca                  | 2005–2006                                        | Vicente Fox                                      | 2000–2006                                        |
| Eduardo Medina Mora                              | 2006–2009                                        | Felipe Calderón Hinojosa                         | 2006–2012                                        |
| Arturo Chávez                                    | 2009–2011                                        | Felipe Calderón Hinojosa                         | 2006–2012                                        |
| Marisela Morales                                 | 2011–2012                                        | Felipe Calderón Hinojosa                         | 2006–2012                                        |
| Jesús Murillo Karam                              | 2012–2015                                        | Enrique Peña Nieto                               | 2012–2018                                        |
| Arely Gómez González                             | 2015–2016                                        | Enrique Peña Nieto                               | 2012–2018                                        |
| Raúl Cervantes Andrade                           | 2016–2017                                        | Enrique Peña Nieto                               |                                                  |
| Alberto Elías Beltrán                            | 2017–2018                                        | Enrique Peña Nieto                               |                                                  |
| Alejandro Gertz Manero                           | 2018                                             | Andrés Manuel López Obrador                      | 2018–2024                                        |